# Ilex organensis
Ilex organensis är en järneksväxtart som beskrevs av Ludwig Eduard Loesener. Ilex organensis ingår i släktet järnekar, och familjen järneksväxter. Inga underarter finns listade i Catalogue of Life.